# Levitha
Levitha (græsk: Λέβιθα), kendt i den klassiske oldtid som Lebinthus eller Lebinthos (oldgræsk: Λέβινθος ) er en lille græsk ø beliggende i den østlige del af Det Ægæiske Hav, mellem Kinaros og Kalymnos, og er en del af øgruppen Dodekaneserne. Den er en del af Leros kommune. Øen er nævnt i to af Ovids værker Ars Amatoria og Metamorfoserne i forbindelse med sagaen om Daedalus og Ikaros. Da Daedalus og Ikaros flygtede fra Kreta fløj de over Lebinthus. Udover Ovid er øen bemærket af de gamle forfattere Plinius den Ældre, Pomponius Mela, Strabo, og Stephanus af Byzans. Derudover er det nævnt i Stadiasmus Maris Magni.
I 2009 var øens befolkning på fem personer - en familie med to børn og deres bedstemor. Øens samlede areal er 9,2 km2 og den har en kystlinje på 34 km.

## Arkæologiske fund
I juni 2019 opdagede arkæologer fra det græske kulturministeriums afdeling Ephorate of Underwater Antiquities fem 2000 år gamle skibsvrag på bunden af havet nær Levitha-øen. Sammen med skibsvragene blev der fundet en stor ankerpæl af granit fra det 6. århundrede f.Kr. og amforaer, der dateres tilbage til 3. århundrede f.Kr. Amforaerne blev brugt under det ptolemæiske kongeriges æra som en beholder til transport af varer såsom vinog lignende.

## Naturbeskyttelse
Levitha er en del af Natura 2000-området GR 4220012 Nordamorgos, Kinaros, Levitha, Mavria og Glaros (Βόρεια Αμοργός και Κύναρο, Λέβιθα, Μαυριά και Γλάρος), ligesom der er forekomster af munkesæler, kaspiske sumpskildpadde og firstribede slanger, og samtidig klassificeret som en del af det vigtige fugleområde GR 163 Kinaros- og Levitha-øerne og klippeøerne (Κίναρος, Λέβιθα και βραχονησίδες), da eleonorafalk og audouinsmåge yngler på øerne.